# Igreja de Nossa Senhora da Soledade
A Igreja de Nossa Senhora da Soledade é um templo católico localizado no bairro da Soledade na zona central da cidade brasileira do Recife, capital de Pernambuco.
Em 18 de setembro de 1716, em um terreno doado por Eusébio de Oliveira Monteiro e sua esposa Maria da Cunha Fonseca, é construída uma capela em honra à Nossa Senhora da Soledade para um hospital. A pedra fundamental foi posta pelo então governador do bispado padre Antônio Manoel. Passou por reformas em 1845, ano em que começou os trâmites para receber como doação do governo de Pernambuco o prédio do velho Quartel da Soledade. Passou mais uma reforma em 1871 e grandes reparos no ano de 1897. A paróquia foi instalada em 14 de janeiro de 1928 pelo então arcebispo metropolitano da Arquidiocese de Olinda e Recife, Dom Miguel de Lima Valverde. Teve como primeiro pároco o padre Francisco Apolônio Jorge Salles, que ficou cinquenta anos à frente da paróquia e hoje quem preside o cargo é o padre Paulo Sergio Vieira Leite. 
Tendo o estilo arquitetônico indefinido, tem seu exterior revestido com pó de pedra escura. O interior predominantemente neoclássico, mas também com caracteristicas ecléticas e góticas. Dispõe de sete vitrais em suas laterais representando as sete dores de Maria. Possui o altar-mor, em honra à Nossa Senhora da Soledade, e mais quatro altares nas laterais.
Desde 1940 a paróquia festeja o Círio de Nazaré de Recife.